# Epitonium dallianum
Epitonium dallianum is een slakkensoort uit de familie van de Epitoniidae. De wetenschappelijke naam van de soort is voor het eerst geldig gepubliceerd in 1880 door Verrill & Smith.